# 姆特瓦拉港
姆特瓦拉港，坦桑尼亚港口，位于东南沿海城市姆特瓦拉，由坦桑尼亚港务局管理。

## 历史
姆特瓦拉港始建于英国殖民时期。作为坦噶尼喀花生计划的一部分，英国殖民当局1948年至1954年间在姆特瓦拉兴建深水港，并在1949年开始兴建连接该港口的南省铁路，由于花生计划失败，南省铁路在坦桑尼亚独立后被废弃，但作为该铁路终点的姆特瓦拉港却继续运行至今。
姆特瓦拉港深水码头的海图水深可达-9.5米，进出海港的船只不受潮汐限制。不过，因为航道形状影响，船舶长度限制为175米。港口的内湾有一个水深20米的隐蔽锚泊地，可容纳六艘175米的船只。姆特瓦拉港装卸堤长385米，吃水深度为9.85米，可同时处理两艘普通轮船和一艘远洋船舶的货物吞吐，货物年吞吐量为40万吨，仅占坦桑尼亚国内进出口货物总量的5%。由于周边地区缺乏大型工业，该港出口货物一直以腰果为主。为促进坦桑南部的贸易发展，坦桑尼亚政府计划大规模升级改造姆特瓦拉港。

### 扩建项目
2017年3月，姆特瓦拉港口新增泊位项目合同签订仪式在姆特瓦拉举行，坦桑尼亚总统马古富力出席仪式并为项目奠基。该项目由德国英力士拉克纳公司（Inros Lackner AG）管理，由中铁大桥局与中铁建工联营体承建，包括新建一座长300米、深13.5米的泊位和一个7.9公顷的多功能集装箱堆场，疏浚进港航道区和船舶调头区，以及港区房建、水电、消防、门禁系统及地磅称重系统等。项目完工后，姆特瓦拉港泊位将延长至680米，可以容纳65000吨大型货船，港口年吞吐量从40万吨提高到100万吨。2018年3月4日，坦桑尼亚国家工程、交通和通信部部长姆巴拉瓦一行到姆特瓦拉港口新增泊位项目视察，姆巴拉瓦希望通过项目各方可以切实加快项目建设，而其时的施工进度为15%。截至2019年11月，该项目进度已达到55%。2020年7月，坦桑尼亚总理马贾利瓦视察姆特瓦拉港，称坦政府将升级姆特瓦拉港，兴建连接港口的公路、铁路和水路，以其拉动经济增长。2020年9月，坦桑尼亚副总统哈桑表示，坦政府计划在姆特瓦拉建设一个现代化商业渔港，以促进南部渔业发展，提高渔民生活水平。
2021年6月，繼任总统的哈桑要求姆特瓦拉、林迪、鲁伍马三个主产区所产腰果必须从姆特瓦拉港运输。2021年7月，副总统姆潘戈要求坦农业部确保南部高地产出的所有农产品必须通过姆特瓦拉港口进行运输，同时他还表示坦政府已投入1578亿先令（约6816万美元）用于改善姆特瓦拉港的基础设施，并希望坦港务局强化流程管理，提高港口服务质量，与坦驻外使馆一起在各国寻找港口潜在客户，将港口服务辐射到莫桑比克和马拉维等邻国。据报道，2021年坦桑尼亚28万吨腰果产量中的25万吨将由姆特瓦拉港出口，因此该港将面临全球范围内集装箱短缺的压力。

## 设施
姆特瓦拉港现有一条长385米装卸提，装卸设备有100吨移动式港口起重机1台，45吨集装箱正面起重机2台，42吨前端式装载机1台，50和25吨移动式起重机2台，集装箱叉车3台，16吨、5吨和3吨叉车8台，码头牵引车6台等。海上船只有拖船1艘，系泊船1艘。